# Fanny Salmeron
Fanny Salmeron est une écrivaine française née le 14 avril 1981 à Paris.

## Publications

### Romans
- 2010 : Si peu d'endroits confortables[1], Stéphane Million éditeur / Sortie en poche en août 2011, J'ai lu [2]
- 2011 : Le Travail des nuages, Stéphane Million éditeur
- 2013 : Les Étourneaux, Stéphane Million éditeur / Sortie en poche en novembre 2015, Éditions Points
- 2015 : On ne joue pas avec les épées (recueil de nouvelles), Robert Laffont

### Nouvelles
- 2008 : Revue Bordel - La Jeune Fille : "On ne joue pas avec les épées"
- 2009 : Revue Bordel - Imposteur : "Un vrai conte de Noël" (adaptée en court métrage par Jennifer Sevilla)
- 2009 : Revue Bordel - The Rat Pack : "Betty Joan sur le boulevard"
- 2010 : Revue Bordel - Cannes : "Pas ce soir"
- 2010 : Revue Bordel - Desproges : "Comment Edna et Kazimir von Ruyer détruisirent le monde"
- 2011 : Revue Bordel - Japon : "Georges, le sushi"
- 2011 : Deux nouvelles dans le recueil Plaisirs de Myope d'Erwan Denis
- 2012 : Revue Bordel - Made in China : "Panda"
- 2012 : Revue Bordel - Foot : "Quatre Quatre Deux"
- 2012 : Revue Bordel - Hussards : "Bientôt Julia"